# Jan Zakrzewski (dziennikarz)

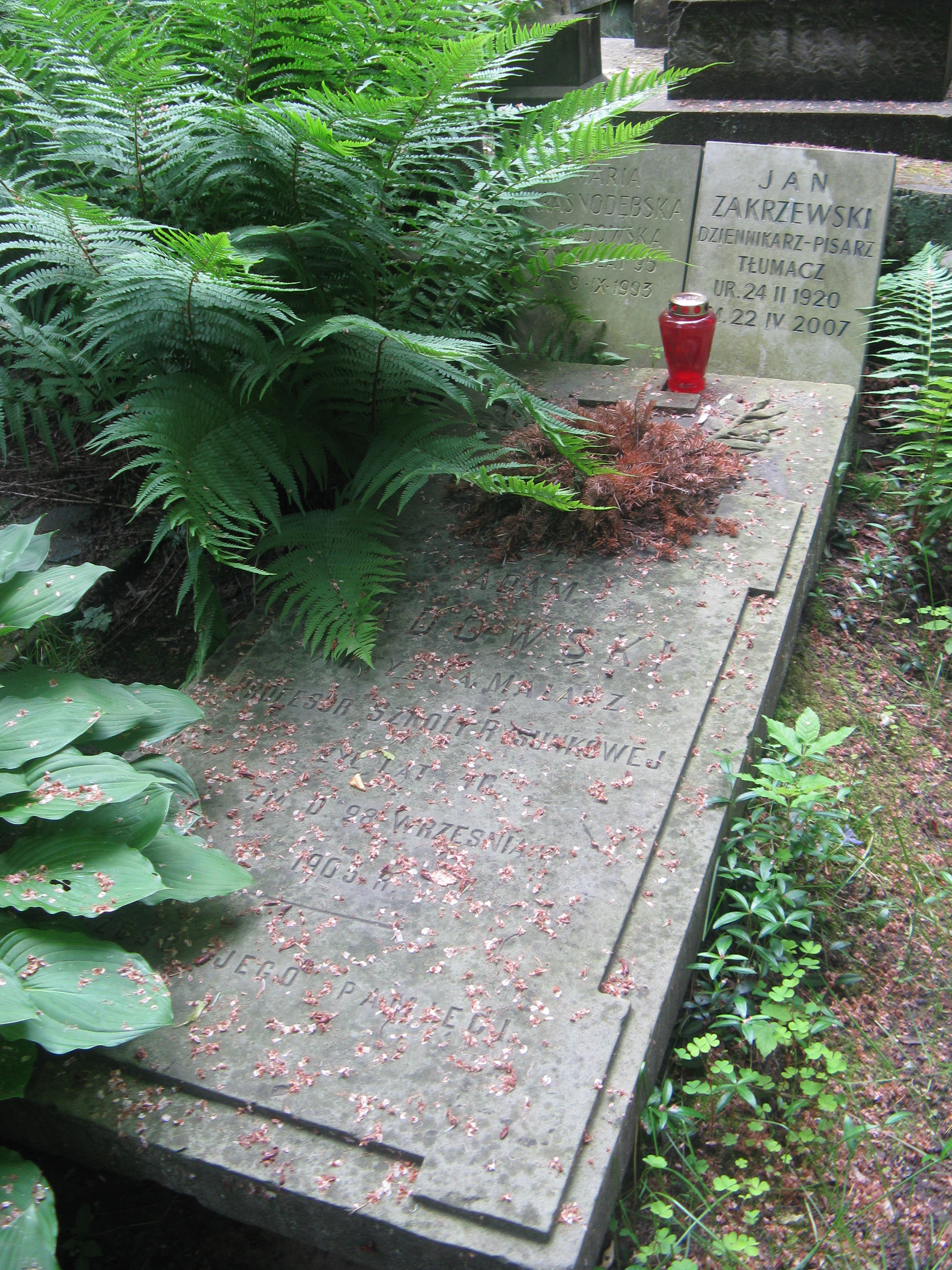
Nagrobek dziennikarza Jana Zakrzewskiego na cmentarzu Powązkowskim w Warszawie

Jan Andrzej Zakrzewski (ur. 24 lutego 1920 w Skierniewicach, zm. 22 kwietnia 2007 w Warszawie) – polski dziennikarz, pisarz, tłumacz.

## Życiorys
Absolwent wydziału administracji Akademii Nauk Politycznych w Warszawie (1949). Żołnierz kampanii wrześniowej 1939, uczestnik kampanii norweskiej (1940), oficer PSZ na Zachodzie. Członek Polskiej Misji Restytucyjnej w strefie brytyjskiej Niemiec (1945).
Współpracownik legendarnego tygodnika „Po prostu” (1950–1957), felietonista „Głosu Pracy”, redaktor w wydawnictwie „Czytelnik” (1952–1956). Dziennikarz Telewizji Polskiej (od 1957), m.in. współtwórca i pierwszy kierownik redakcji teleturniejów oraz twórca i prezenter magazynu politycznego „Peryskop”. Korespondent Polskiego Radia i Telewizji Polskiej w Paryżu (1961–1967) oraz w Nowym Jorku (1972–1976).
Członek SDP, Stowarzyszenia Pisarzy Polskich i PEN Clubu.  Laureat nagród dziennikarskich, m.in. „Złoty Mikrofon” (1971). 
Jego żoną była aktorka Ewa Krasnodębska.
Zmarł w Warszawie, pochowany na cmentarzu Powązkowskim (kwatera 40-3-20).

## Twórczość

### Opowiadania i reportaże
- Francuzi i Francuzki (1973),
- Iberyjskie wędrówki (1973),
- Jak zostać prezydentem (1980),
- N. Y., N. Y. Nowy Jork (1980),
- Ameryka z pasją (1981),
- Zapiski korespondenta zagranicznego (1984),|  | Zobacz wiadomość w serwisie Wikinews pt. Warszawa: zmarł Jan Zakrzewski |
- Kolumbowy świat (1987),
- Ameryka kanadyjska (1988),
- Wiza do Indii (1989).

### Tłumaczenia
- Agatha Christie
  - Zabójstwo Rogera Ackroyda,
  - Tajemniczy przeciwnik,
- Ernest Hemingway
  - 49 opowiadań,
  - Niepokonany i inne opowiadania,
  - Rzeka dwóch serc i inne opowiadania,
  - Śniegi Kilimandżaro,
- John Steinbeck
  - Tortilla Flat,
  - Kasztanek. Perła,
- Norman Mailer
  - Nadzy i martwi,
  - Amerykańskie marzenie,
- William Faulkner
  - Czerwone liście (opowiadania),
  - Wielki las (opowiadania),
- Herman Wouk,
- Erskine Caldwell.

## Ordery i odznaczenia
- Krzyż Kawalerski Orderu Odrodzenia Polski (1975)
- Złoty Krzyż Zasługi (1973)
- Krzyż Walecznych